# La vendetta dei barbari
La vendetta dei barbari è un film del 1960 diretto da Giuseppe Vari.

## Trama
408 d.C.: Alarico guida i Visigoti che invadono Ravenna, dove regna l'Imperatore Onorio. Vengono fermati dal potere delle legioni romane e dalla sorella dell'imperatore, Galla Placidia. Qualche tempo dopo, i Visigoti ripetono il loro attacco e Galla Placidia viene catturata dal loro capo, Ataulfo. Onorio manda il console Olimpo, per liberarla, per poi sposarla, affinché essi ritornino pacificamente in patria.